# Tarrutenius Marcianus
Tarrutenius Marcianus (fl. 409) était un homme politique de l'Empire romain.

## Vie
Arrière-petit-fils paternel, à travers une ligne de Tarrutenii, de Ovinius Tineius Tarrutenius Nonius Atticus et de sa femme Maxima.
Il était préfet de l'urbe de Rome en 409.
Il fut le père de Tarrutenius Maximillianus.